# 勒皮主教座堂

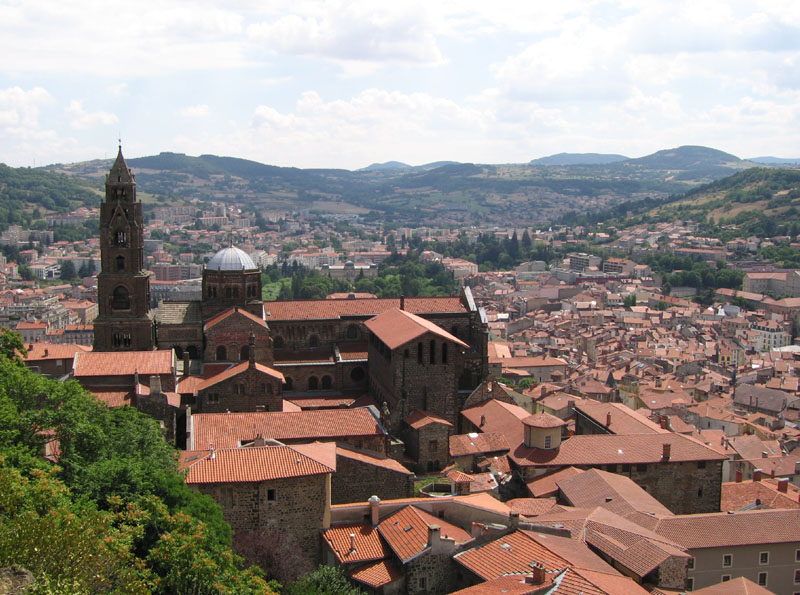
勒皮主教座堂

勒皮主教座堂（Cathédrale Notre-Dame du Puy）是天主教勒皮教区的主教座堂，位于法国奥弗涅大区上卢瓦尔省的省会勒皮。它在查理曼时代之前已经是朝圣中心，是前往圣地亚哥-德孔波斯特拉朝圣之路的组成部分。它是法国的国家历史文物，1998年作为通往圣地亚哥-德孔波斯特拉之路的一部分列为世界遗产。
主教座堂位于城市的最高点，包括从5世纪到15世纪的各种建筑风格，但是大部分建筑始于12世纪上半叶。

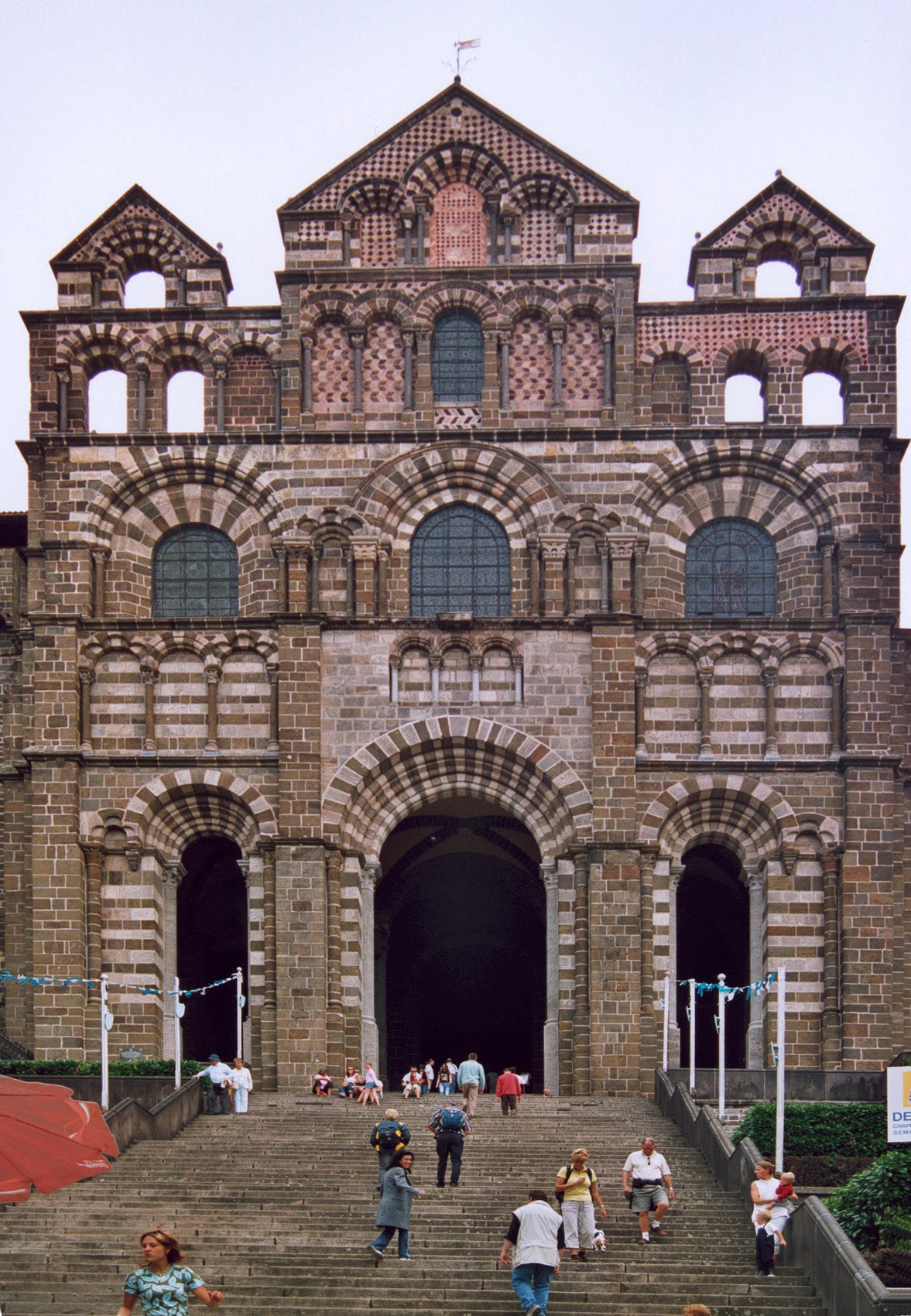
西立面

其正立面用白色砂岩和黑色火山角砾岩形成条纹，需要攀登60级台阶，3条高大的拱形走道通往门廊，再通往教堂正厅的第一个分隔下方；上方是3个中央窗户，照亮正厅；再上方是3面山形墙。南侧翼门道设有精美的罗曼式门廊。唱诗班席位后面竖立着单独的7层罗曼式钟楼。教堂正厅分隔的上方是八角形的塔楼，唱诗班席位和十字形翼部在筒形穹窿下面。色彩斑驳的走廊连接13世纪要塞的遗址，要塞将主教座堂区域与城市其余部分隔开。在主教座堂附近，11世纪的圣若望洗礼堂修建于罗马地基上。

## 朝圣

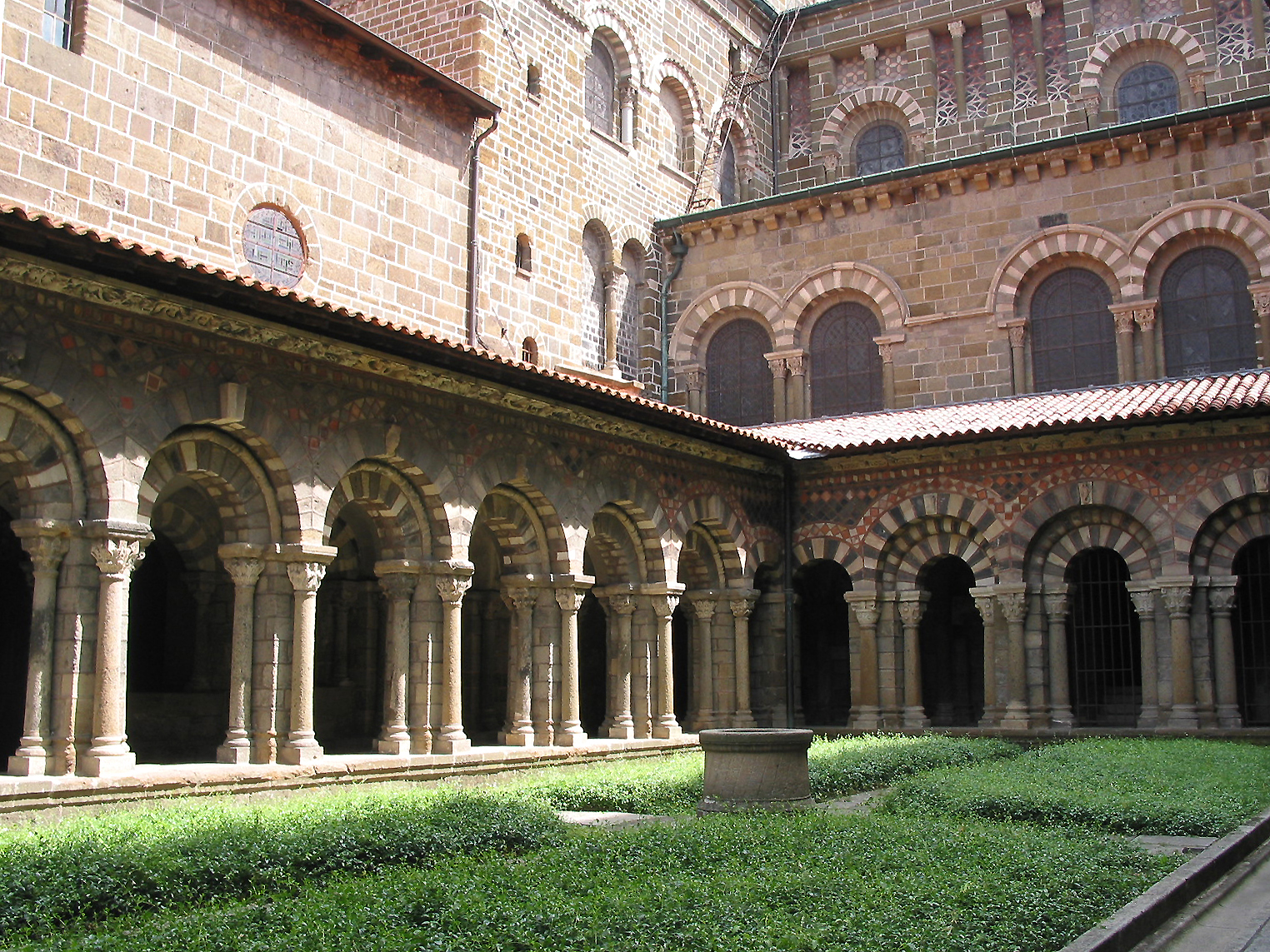
走廊

勒皮主教座堂很早就是圣母崇拜的中心和朝圣地 - 查理曼曾两次前往勒皮朝圣 - 为其带来巨大的财富和影响力。其财富逃脱了数百年间的历次蹂躏，直到法国大革命期间被彻底毁灭，包括路易九世赠送的勒皮圣母黑檀木像。
前往圣地亚哥-德孔波斯特拉的朝圣者每天早晨聚集在一起接受降福，开始他们的旅程。主教座堂在1998年作为通往圣地亚哥-德孔波斯特拉之路的一部分列为世界遗产。